# Brammer Au
Die Brammer Au ist ein Fluss im Kreis Rendsburg-Eckernförde in Schleswig-Holstein. 
Der Fluss hat eine Länge von ca. 12,0 km, entspringt nordöstlich von Nortorf und bildet nach dem Zusammenfluss mit der Bokeler Au zwischen Jevenstedt und Bokel die Jevenau. Kleinere Nebengewässer sind Ehlerbach und Mühlenbek.